# Боголюбов, Клавдий Михайлович
Кла́вдий Миха́йлович Боголю́бов (11 ноября 1909 года — 26 февраля 1996 года, Москва, Российская Федерация) — советский партийный деятель, заведующий Общим отделом ЦК КПСС (1982—1985).
Член ВКП(б) с 1938. Член ЦРК КПСС в 1971—1981 годах. Член ЦК КПСС в 1981—1986 годах. Депутат Совета Союза Верховного Совета СССР 10-11 созывов (1979—1989) от Киргизской ССР.

## Биография
С 1930 года работал учителем, с 1939 года — директор средней школы.
В 1939 году заочно окончил Ленинградский педагогический институт им. А. И. Герцена.
С 1941 года — на партийной работе. В 1944 году окончил ВПШ при ЦК ВКП(б).
В 1944—1963 годах — в аппарате ЦК КПСС. Кандидат исторических наук (1953, диссертация «Борьба Коммунистической партии Советского Союза за подготовку и проведение массового колхозного движения (1929—1930 годов)»).
В 1963—1965 годах — заместитель председателя Государственного комитета при СМ СССР по печати.
В 1965—1968 годах — заместитель заведующего, в 1968—1982 годах — первый заместитель заведующего, в 1982—1985 годах — заведующий Общим отделом ЦК КПСС.
С 1985 года на пенсии.
Похоронен на Троекуровском кладбище.

## Основные работы
- Верным курсом. М., 1980 (2-е изд. 1984);
- Продовольственная программа СССР: содержание и пути реализации. М., 1983.

## Награды
- Государственная премия СССР (1980)
- Герой Социалистического Труда (1984)
- два ордена Ленина (06.11.1979, 10.11.1984)
- орден Октябрьской Революции (26.08.1971),
- орден Отечественной войны 2-й степени (11.03.1985),
- два ордена Трудового Красного Знамени (04.05.1962, 11.11.1969),
- орден Дружбы народов (13.04.1981),
- медали.

## Отзывы
В интервью историку Н. А. Митрохину доктор исторических наук профессор В. М. Иванов отмечал, что однажды Боголюбов был замечен в плагиате, что послужило причиной его недопуска к защите докторской диссертации и лишению должности завотделом.
В дневнике А. Черняева (помощника М. С. Горбачева) запись от 17 мая 1985 года: «Боголюбова, действительно, сняли на ПБ в среду. Причем — без обычной, в таких случаях, „благодарности от ЦК“ за долгую службу (а он недавно на 75-летие получил Героя) и без назначения персональной пенсии. Говорят, что, хотя его уже давно, то есть с приходом Горбачева, решили убрать, но внезапность объясняется тем, что в связи с 40-летием Победы он добился себе ордена Отечественной войны, в которой не участвовал. Так же, как он пару лет назад заставил АОН и ВАК присвоить ему доктора, а ещё раньше — лауреата Ленинской и Государственной премий, имел машину без номера и т. д. Словом, сволочь, которую давно надо было убрать».
Е. К. Лигачёв в своих мемуарах назвал Боголюбова «старым, могущественным аппаратным столпом», который активно использовал своё служебное положение в личных целях. Например, в 1984 году «выклянчил» у Черненко звание Героя Социалистического Труда.
Л. М. Замятин вспоминал:
Лигачёв сидел на кадрах. Он и спрашивает: «А что с гонорарами за брежневские книги?» «Да ничего,— отвечаю,— ни копейки не получили. Могу показать справки из всех издательств». «Странно. Куда же они делись?» Потом выяснилось: огромные гонорары, и из советских издательств, и со всего мира, приходили на имя Брежнева в ЦК и оседали там в общем отделе. И вот его заведующий (не хочу называть имя, он ещё жив) немножко отстегивал семье Генерального, а остальные просто присваивал. Ну, конечно, поперли его из партии, с работы, но разбогател человек прилично.
По свидетельству члена Политбюро В. А. Медведева, Боголюбов входил в узкую рабочую группу заведующих и заместителей заведующих отделами, которая в 1970-х — начале 1980-х годов фактически организовала в аппарате ЦК КПСС особый центр власти, определявший, в частности, повестку дня секретариата ЦК КПСС.